# 怪獣王ターガン
『怪獣王ターガン』（かいじゅうおうターガン、The Herculoids）は、アメリカ合衆国のテレビアニメ、および同番組に登場するキャラクターである。ハンナ・バーベラ・プロダクション製作。1967年から1969年にかけてCBSにて放送され、日本では同年4月7日から8月11日までNET（現：テレビ朝日）系列で初放映された。全18回。
1981年には11話分の短編が製作され、NBCで放送された番組『Space Stars』の一部として放送された。
日本語版では、音響監督を担当した高桑慎一郎により、軽演劇系の役者が起用されている。

## 登場キャラクター

### ターガン一家
ターガン (Zandor)
声 - マイク・ロード / 浦野光
マーミ (Tara)：ターガンの妻
声 - ヴァージニア・グレッグ / 瀬能礼子
ケーン (Dorno)：ターガンとマーミの息子
声 - テッド・エクルズ、スパーキー・マーカス（1981年版） / 沢井正延

### 怪獣たち
リキラー (Igoo)：巨大岩ゴリラ
声 - マイク・ロード / 立壁和也
マリュー (Zok)：空飛ぶ宇宙ドラゴン
声 - マイク・ロード / 立壁和也
タングロー (Tundro)：10本足4本角のサイ・トリケラトプス
声 - マイク・ロード / 立壁和也
ヒューヒュー (Gloop) / ポーポー (Gleep)：不定形生命体の親子
声 - ドン・メシック / 緑川稔、加藤修

## 各話リスト
| 話数 | 邦題           | 原題                          | 放送日         |
| ---- | -------------- | ----------------------------- | -------------- |
| 1A   |                | The Pirates                   | 1967年9月9日   |
| 1B   |                | Sarko the Arkman              | 1967年9月9日   |
| 2A   |                | The Pod Creatures             | 1967年9月16日  |
| 2B   |                | Mekkor                        | 1967年9月16日  |
| 3A   |                | The Beaked People             | 1967年9月23日  |
| 3B   | 帰らない宇宙船 | The Raiders                   | 1967年9月23日  |
| 4A   |                | The Mole Men                  | 1967年9月30日  |
| 4B   |                | The Lost Dorgyte              | 1967年9月30日  |
| 5A   |                | The Spider Men                | 1967年10月7日  |
| 5B   |                | The Android People            | 1967年10月7日  |
| 6A   |                | Defeat of Ogron               | 1967年10月14日 |
| 6B   |                | Prisoners of the Bubblemen    | 1967年10月14日 |
| 7A   |                | Mekkano, the Machine Master   | 1967年10月21日 |
| 7B   |                | Tiny World of Terror          | 1967年10月21日 |
| 8A   |                | The Gladiators of Kyanite     | 1967年10月28日 |
| 8B   |                | Temple of Trax                | 1967年10月28日 |
| 9A   |                | The Time Creatures            | 1967年11月4日  |
| 9B   |                | The Raider Apes               | 1967年11月4日  |
| 10A  |                | The Zorbots                   | 1967年11月11日 |
| 10B  |                | Invasion of the Electrode Men | 1967年11月11日 |
| 11A  |                | Destroyer Ants                | 1967年11月18日 |
| 11B  |                | Swamp Monster                 | 1967年11月18日 |
| 12A  |                | Mission of the Amatons        | 1967年11月25日 |
| 12B  |                | Queen Skorra                  | 1967年11月25日 |
| 13A  |                | Laser Lancers                 | 1967年12月2日  |
| 13B  |                | Attack of the Faceless People | 1967年12月2日  |
| 14A  |                | The Mutoids                   | 1967年12月9日  |
| 14B  |                | The Crystallites              | 1967年12月9日  |
| 15A  |                | Return of Sta-Lak             | 1967年12月16日 |
| 15B  |                | Revenge of the Pirates        | 1967年12月16日 |
| 16A  |                | Ruler of the Reptons          | 1967年12月23日 |
| 16B  |                | The Antidote                  | 1967年12月23日 |
| 17A  |                | Attack from Space             | 1967年12月30日 |
| 17B  |                | The Return of Torrak          | 1967年12月30日 |
| 18A  |                | The Island of the Gravites    | 1968年1月6日   |
| 18B  |                | Malak and the Metal Apes      | 1968年1月6日   |

### 日本語版サブタイトル
高桑の書籍『ケンケンと愉快な仲間たち』より。
1. 空気吸収魔エアドロ / エネルギー盗賊
2. コンピューターのお札まいり / ミニミニ博士の魔術
3. バチバチ銃対パチンコ銃 / ガイコツ谷の宇宙怪物
4. 空の海賊スカイキッド / 宇宙の動物園
5. 片目のにせボス / 蒸発ミサイル
6. 消えたさや豆宇宙船 / 謎のロケット
7. 空飛ぶ宇宙ザル / 帰らない宇宙船
8. とびだした宇宙モグラ / ミクロの森の小人兵
9. 地底大トンネルの怪物 / ロボット王メタリック
10. チクリ王国の人喰い洞窟 / 宇宙カプセルのキラキラ姫
11. タングロー対宇宙剣志 / 2000光年の秘密の扉
12. 底なし沼のおばけスパイダー / スーパーロボット王ホロアーナ
13. 大アリ撃滅作戦 / 妖怪流れ星
14. 宇宙ギャングの円盤 / 底なし沼の怪物デカドロ
15. 自爆した宇宙ゲリラ隊 / 結晶人間クリスタル
16. 放射能コウモリのしゅうげき / 恐怖の毒グモ王国
17. 未来人間タイムマシン / 宇宙海賊の洞穴
18. 湖底ギャングエース / アブク人間の海底実験室

## 日本語版主題歌
オープニングテーマ「怪獣王ターガン」
作詞：西田一 / 作曲・編曲：宮内國郎 / 歌：みすず児童合唱団
エンディングテーマ「走れ！ ターガン」
作詞：西田一 / 作曲・編曲：宮内國郎 / 歌：赤間寛、みすず児童合唱団